# 市役所前駅 (和歌山県)
市役所前駅（しやくしょまええき）は、和歌山県御坊市薗にある紀州鉄道紀州鉄道線の駅である。御坊市役所の近くに設けられた駅である。

## 歴史
- 1967年（昭和42年）8月30日：開業[1]。

## 駅構造
単式ホーム1面1線のみを持つ地上駅。無人駅である。ホームに上屋があるのみで駅舎や便所はないが、公衆電話と自動販売機が設置されている。
かつては最初富南鉄道の気動車で後に新宮鉄道、国鉄を経て1943年（昭和18年）8月に御坊臨港鉄道（現・紀州鉄道）に来たキハ103の108号車の廃車体が待合所として使われていた。

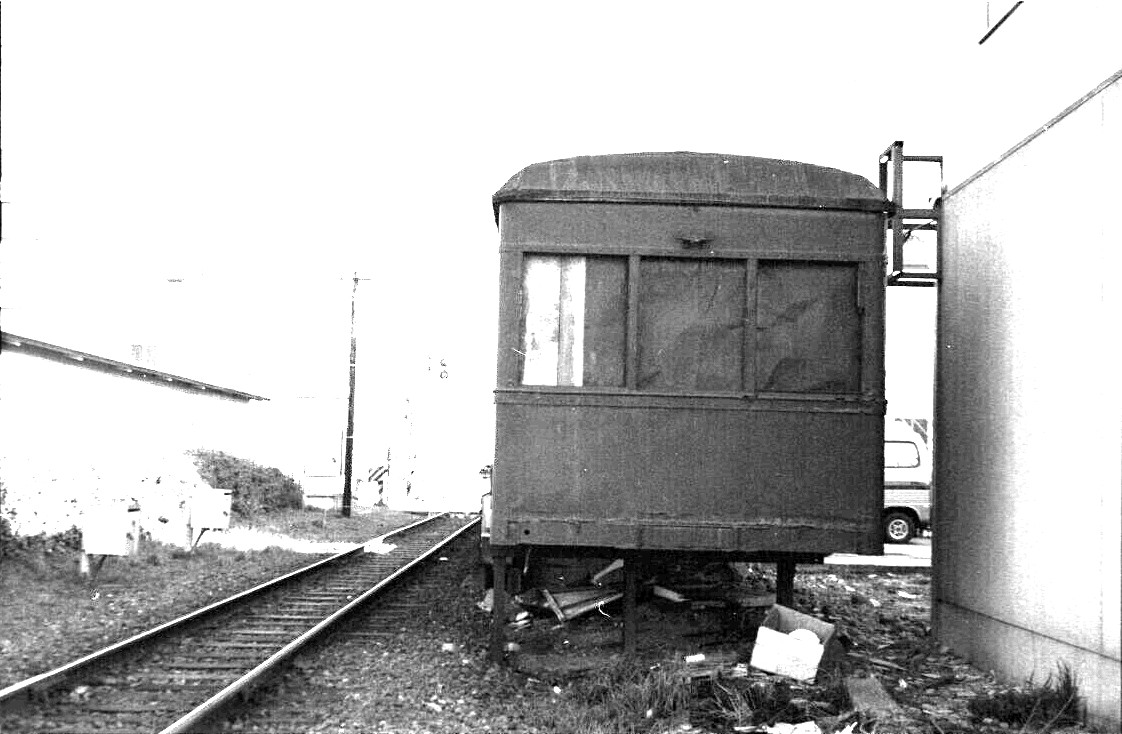
待合室となったキハ103

## 利用状況
近年の1日平均乗車人員は以下の通り。
| 年度   | 1日平均 乗車人員 |
| ------ | ---------------- |
| 2015年 | 8                |
| 2016年 | 8                |
| 2017年 | 8                |
| 2018年 | 8                |
| 2019年 | 8                |
| 2020年 | 5                |

## 駅周辺

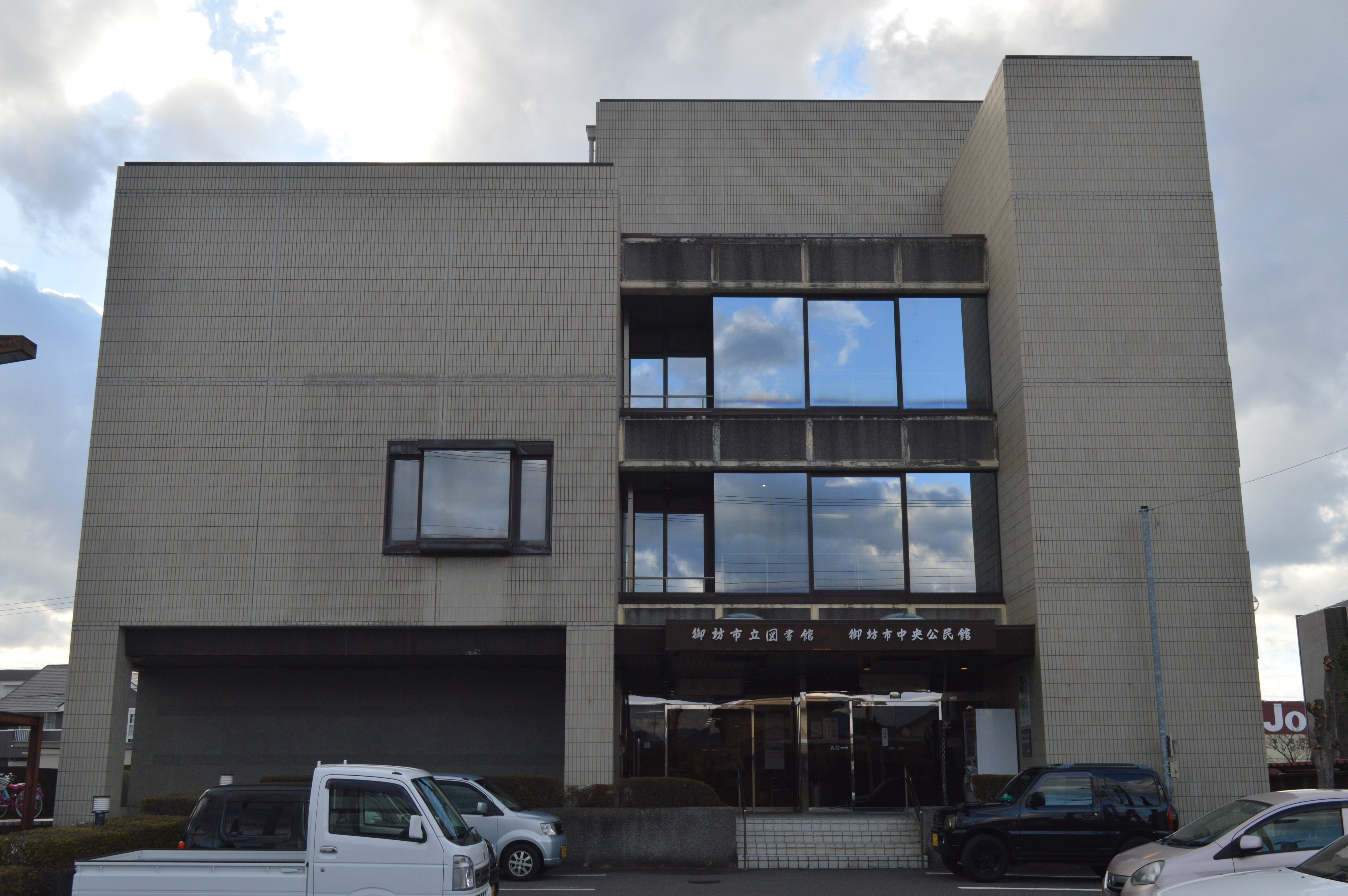
御坊市立図書館

御坊市中枢部の町並みの中にあり市役所などが近く、周辺はビジネス街の様相を呈している。隣の西御坊駅までは紀州鉄道線の営業キロ数で0.3 kmと大変に近い。
- 御坊市役所
- 御坊市民文化会館
- 御坊市立御坊小学校
- 和歌山地方法務局御坊支局
- 和歌山地方検察庁御坊区検察庁
- 和歌山地方検察庁御坊支部
- 大阪国税局御坊税務署
- 御坊市立体育館
- 御坊市立図書館
- 国道42号
- 熊野御坊南海バス 御坊中央通り停留所、中紀バス 大浜通り停留所

## その他
- 町おこしの一環として「学門駅」にあわせて名前を「合格駅」に変更しようという運動が一時期起こったが、現在はほぼ消滅している。

## 隣の駅
紀州鉄道
■紀州鉄道線
紀伊御坊駅 - 市役所前駅 - 西御坊駅